# Ghorbandar
Ghorbandar (o Ghodbandar) és un port de Maharashtra, a l'illa de Salsette, a l'antic districte de Thana (16 km al nord-oest de Thana), avui a la conurbació de Mumbai (Bombai), Índia, a l'esquerra del riu Bassein. La població el 1901 era de 646 habitants.
Se suposa que era la Hippohira de Ptolemeu. Sota domini portuguès des del segle xvi, va ser assetjada pel maratha Sivaji el 1672 però no la va poder ocupar. Finalment els marathes la van conquerir en un altre atac el 1737, i la guarnició portuguesa exterminada. Apareix esmentada pels portuguesos com Grebondel. Queden restes d'edificis colonials i religiosos portuguesos.